# Max-Planck-Institut für evolutionäre Anthropologie
Das Max-Planck-Institut für evolutionäre Anthropologie (kurz MPI EVA) ist eine 1997 gegründete außeruniversitäre Forschungseinrichtung unter der Trägerschaft der Max-Planck-Gesellschaft (MPG) und hat seinen Sitz in Leipzig. Das Institut betreibt Grundlagenforschung zur Evolutionsgeschichte der Menschheit.
Das Institut befindet sich in unmittelbarer Nähe zur Deutschen Bücherei, zur Bio City Leipzig und zum Fraunhofer-Institut für Zelltherapie und Immunologie.

## Forschung
Das Institut hat sich zum Ziel gesetzt, die biologische und kulturelle Evolution der Menschheit mithilfe vergleichender Analysen der Verschiedenheit von Genen, Kulturen, kognitiven Fähigkeiten, Sprachen und sozialen Systemen vergangener und gegenwärtiger menschlicher Populationen sowie Gruppen dem Menschen nahe verwandter Primaten zu untersuchen. Die Zusammenführung dieser Forschungsrichtungen an einem Institut soll zu neuen Einsichten in die Geschichte, die Vielfalt, die Anpassungen und die Fähigkeiten der Art des Menschen (Homo sapiens) führen.

## Abteilungen

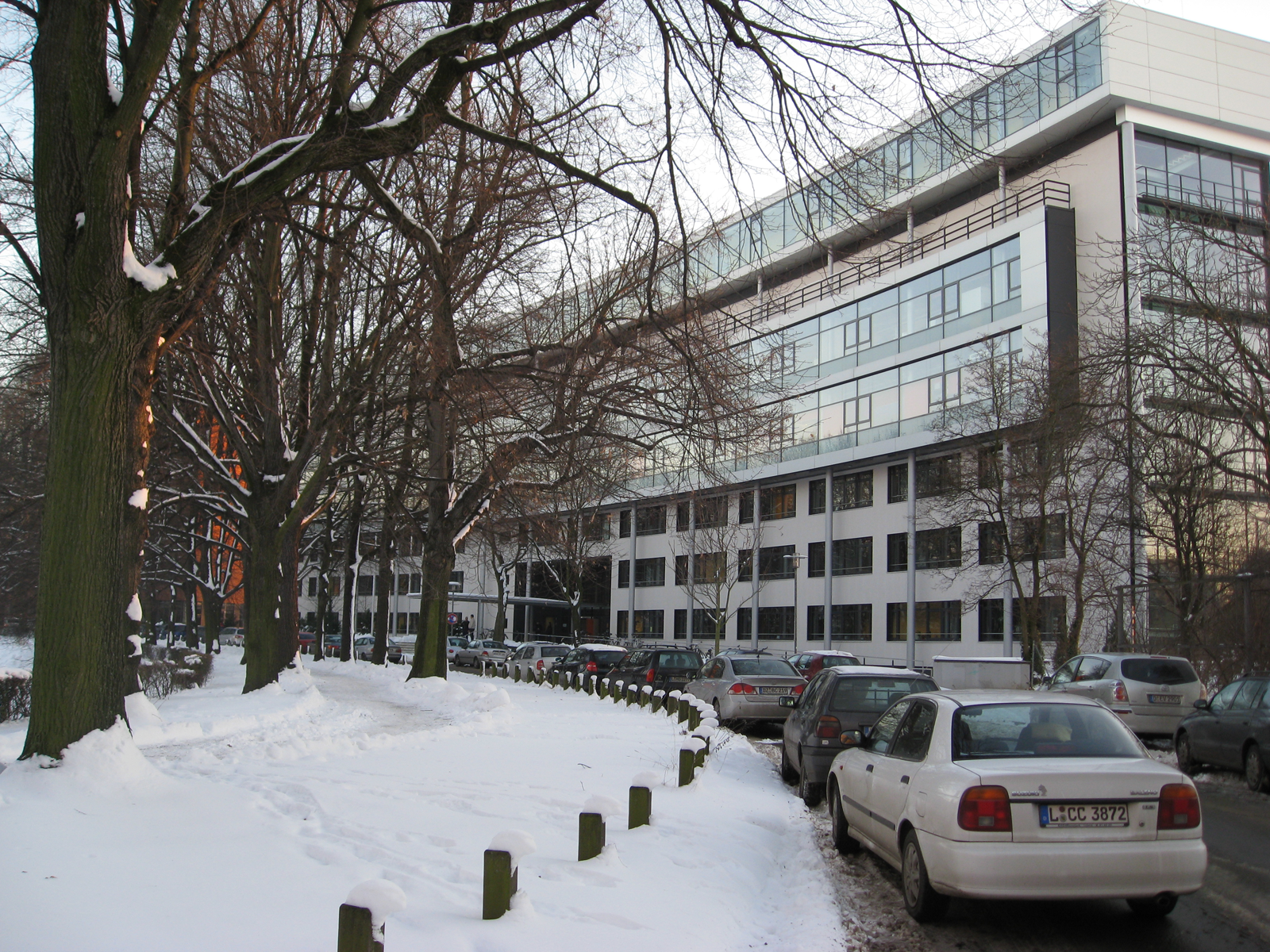
Institutsgebäude in Leipzig

Das Institut gliedert sich in sieben Abteilungen:

### Evolutionäre Genetik
Die Abteilung Evolutionäre Genetik wird geleitet von Svante Pääbo und beschäftigt sich mit der Frage, wie sich die DNA von Menschen, Neandertalern und Menschenaffen entwickelt und diversifiziert hat. Dazu wird sowohl die DNA von lebenden Menschen und Affen untersucht, als auch Methoden entwickelt, wie DNA aus archäologischen Funden gewonnen und analysiert werden kann. Hierzu zählt unter anderem die DNA-Sequenzierung des Neandertaler-Genoms.

### Vergleichende Kulturpsychologie
Die Abteilung für Vergleichende Kulturpsychologie, unter der Leitung von Daniel Haun, kombiniert Ansätze der Entwicklungs-, Kulturübergreifenden und Vergleichenden Psychologie, um die einzigartige menschliche kulturelle Vielfalt und die universellen kognitiven Mechanismen, die sie ermöglichen und einschränken, zu untersuchen.

### Verhalten, Ökologie und Kultur des Menschen
Diese Abteilung wird von Richard McElreath geleitet und befasst sich mit kulturellen Aspekten menschlicher Evolution.

### Archäogenetik
Die von Johannes Krause geleitete Abteilung erforscht die menschliche Vorgeschichte etwa der letzten zehntausend Jahre anhand von genetischen Informationen, die aus alten menschlichen Überresten gewonnen wurden. Sie ist im Jahr 2020 vom Max-Planck-Institut für Menschheitsgeschichte in Jena an das Leipziger MPI umgezogen.

### Sprach- und Kulturevolution
Russell Gray ist der Leiter einer Abteilung, in der die sprachliche Diversifizierung der Menschheit in den letzten 10000 Jahren vorwiegend anhand von quantitativen Methoden aus der Evolutionsbiologie untersucht wird. Ein Schwerpunkt liegt hier auf den Sprachen der austronesischen Familie. Außerdem werden die evolutionären Methoden auch auf andere Aspekte der Kulturevolution angewandt. Auch diese Abteilung war zwischen 2015 und 2020 am Max-Planck-Institut für Menschheitsgeschichte angesiedelt.

### Menschliche Ursprünge
Die Abteilung Menschliche Ursprünge wird geleitet von Tracy Kivell und untersucht mit interdisziplinären Ansätzen die Interaktion der frühen Menschen sowie der afrikanischen Menschenaffen mit ihrer Umwelt.

### Verhalten und Evolution von Primaten
Jenny Tung leitet die Abteilung Verhalten und Evolution von Primaten, die mit Ansätzen der Molekularbiologie und Genetik Einflussfaktoren auf die Evolution von Primaten sowie deren Verhalten und Lebenswege untersucht.

### Ehemalige Abteilungen

#### Humanevolution
In der Abteilung Humanevolution wurde von Jean-Jacques Hublin geleitet, der 2021 emeritiert wurde. Die Abteilung untersuchte fossile Funde, um Erkenntnisse über das Leben prähistorischer Menschen zu gewinnen. Zu diesem Zweck wurden unter anderem 3D-Animationen eingesetzt. Von besonderem Interesse waren die Entwicklung der Gehirngröße und Ernährungsgewohnheiten.

#### Linguistik
Die ehemalige Abteilung Linguistik wurde von Bernard Comrie bis zu dessen Pensionierung Ende Mai 2015 geleitet und anschließend geschlossen. Hier suchte man nach Gemeinsamkeiten und Unterschieden in den menschlichen Sprachen, etwa durch den Weltatlas der Sprachstrukturen. Unter anderem wurde ein Stammbaum der Sprachen entwickelt, und mit Abstammungsbäumen verglichen, die zum Beispiel auf genetischen Untersuchungen beruhen.

#### Vergleichende und Entwicklungspsychologie
Die Abteilung Vergleichende und Entwicklungspsychologie unter Leitung von Michael Tomasello beobachtete Menschenaffen im Wolfgang-Köhler-Primaten-Forschungszentrum und untersuchte die kognitiven und sozialen Fähigkeiten von Menschenaffen. Zwei weitere Forschungsschwerpunkte lagen auf der Entstehung sozialer Kognition und dem kindlichen Spracherwerb.

#### Primatologie
Die von Christophe Boesch geleitete Abteilung Primatologie beschäftigt sich mit der Beobachtung von frei lebenden Menschenaffen. Es werden vor allem die Entwicklung und Erhaltung sozialer Systeme, die Lernfähigkeit und die Fortpflanzungsstrategien von Menschenaffen im Vergleich zu Menschen untersucht. Eine Forschungsgruppe hat sogar schon Ansätze von „Kultur“ bei Schimpansen festgestellt, das heißt Verhaltensmuster, die nicht genetisch bedingt und nicht von der Umwelt beeinflusst, sondern durch Nachahmen weitergegeben werden.

## International Max Planck Research School
Das MPI EVA und die Universität Leipzig sind an der International Max Planck Research School Leipzig School of Human Origins beteiligt. Sprecher der IMPRS ist Svante Pääbo.

## Infrastruktur
Der geschäftsführende Direktor ist Svante Pääbo (Stand Oktober 2023). Ende 2022 waren am Institut insgesamt 567 Mitarbeiter tätig, darunter 131 Wissenschaftler und 331 Nachwuchs- und Gastwissenschaftler; dazu kommen im Berichtsjahr 41 Drittmittelbeschäftigte.

## Glottolog
Das MPI betreibt den Glottolog, eine Datenbank und Master-Bibliographie von Sprachen aus aller Welt, die nach ihrer genetischen Verwandtschaft klassifiziert werden. Das Projekt wird von den Linguisten Harald Hammarström und Martin Haspelmath sowie dem Programmierer Robert Forkel geleitet. Von 2015 bis 2020 war der Glottolog in der Verantwortlichkeit des Max-Planck-Instituts für Menschheitsgeschichte, seit 2020 ist er wieder nach Leipzig zurückgekehrt.